# Podwilcze
Podwilcze (niem. Podewils) – wieś sołecka w Polsce położona w województwie zachodniopomorskim, w powiecie białogardzkim, w gminie Białogard. W roku 2007 wieś liczyła 232 mieszkańców.

## Demografia
- 646 – liczba mieszkańców w roku 1933
- 608 – liczba mieszkańców w roku 1939

## Geografia
Wieś leży ok. 14 km na południowy zachód od Białogardu, pomiędzy Białogardem a miejscowością Sławoborze. Podwilcze było w przeszłości wsią rezydencjonalno-folwarczną. Zabudowania chłopskie reprezentują typ wsi skupionej przy zespole dróg tzw. widlicy. Gospodarstwa skoncentrowane są przy czterech ulicach, które łącząc się przy kościele, folwarku i dawnej szkole, tworzą centrum wsi. Założenie parkowo–pałacowe zlokalizowane jest w południowo-zachodniej części wsi. Pałac wraz z przyległym parkiem oddalony jest od części folwarcznej o ok. 250 m na południe. Rezydencja ogrodzona jest, od strony drogi i folwarku, murem z głazów. Główny wjazd, stanowiący łącznik pomiędzy wsią a pałacem, prowadzi przez okazałą bramę i wiedzie na podjazd. Droga łącząca centrum z rezydencją prowadzi na cmentarz, a dalej na pola uprawne. W okolicy występują torfowiska niskie.

## Historia
Podwilcze było rodzinnym gniazdem znanej pomorskiej linii rodu von Podewils na pewno już w 2. połowie XIV wieku. Jest to jedyna informacja, jaką posiadamy o właścicielach majątku aż do 1720 roku. W tym samym roku Franciszek Wilhelm Podewils, radca rządowy, odziedziczył Podwilcze wraz z Rychówkiem po majorze Georgu Joachimie Podewilsie. Dobra te zostały sprzedane 28 kwietnia 1746 roku na okres 24 lat wdowie po Franciszku Hoyer. Ta z kolei już 10 kwietnia 1747 roku przekazała majątek swoim dwóm braciom: Bogislavowi Georgowi Friedrichowi von Podewils i Heinrichowi Wilhelmowi von Podewils. Kolejna zmiana właściciela nastąpiła na mocy decyzji, jakie podjęła w dniu 2 września 1748 i 18 kwietnia 1749 roku owdowiała Maria Helena von Podewils z domu von Münchow, pełniąca funkcję wysokiego urzędnika władzy terenowej. W wyniku postanowień dotychczasowej właścicielki nastąpił podział dóbr pomiędzy jej dwóch synów. Starszy, porucznik Bogislav Georg Friedrich, otrzymał dobra Łoźnica, natomiast młodszy, kapitan Heinrich Wilhelm, otrzymał Podwilcze. Na mocy jego testamentu, z 9 stycznia 1758 roku, cały majątek Podwilcze otrzymał jego najmłodszy brat, porucznik Adrian von Podewils. Rozporządzeniem z dnia 2 września 1760 roku Adrian przekazał dobra swojej młodszej siostrze Sophii Dorothei von Podewils, wdowie po majorze von Wrede. Kolejna zmiana właściciela dóbr nastąpiła 24 marca 1762 roku. W tym dniu dobra otrzymała najmłodsza siostra Sophii Dorothei, Maria Louise von Podewils. Maria Louisa była żoną najwyższego urzędnika kameralnego Carla Friedricha Wendlanda. Następnie majątek Podwilcze odziedziczył w 1781 roku Bogislav Georg Friedrich Wendland, ich jedyny syn.
Męska linia rodu von Podewils, w 1804 roku, reprezentowana jest przez Samuela Christiana von Podewils. Wykupił on rodzinne gniazdo za sumę 26.000 talarów. Następnie przekazał majątek swojemu drugiemu synowi Emilowi Melchiorowi Friedrichowi. Po śmierci Emila Melchiora Friedricha dobrami zarządzała jego żona. Jest to ostatnia informacja, z początku XIX wieku, dotycząca właścicieli majątku. Kolejne wiadomości o dziejach majątku i jego właścicieli dotyczą wydarzeń z końca XIX wieku. Na obecnym etapie stanu badań nie są znane dzieje majątku pomiędzy 1804 a 1890 rokiem.
W 1890 roku Podwilcze nabył gospodarz wiejski, Max von Hewald. Był on znany z działalności dobroczynnej na rzecz domu sierot w Lipsku (Leipzig). Tytuł barona otrzymał za zasługi dla tegoż domu. Nowy właściciel, w celu pozyskania funduszy na zakup majątku, sprzedał krótko przed 1890 rokiem grunty na peryferiach Berlina. Max von Hewald był inicjatorem przebudowy pałacu, i z jego osobą należy wiązać nową neogotycką szatę. Świadczą o tym inicjały „MvH” znajdujące się na fasadzie pałacu. Ponadto wybudował on w 1900 roku dwuklasową szkołę wraz z mieszkaniem służbowym dla nauczyciela, w 1904 roku wzniósł gorzelnię oraz urząd podatkowy, a także wiele zabudowań gospodarskich. Zmarł 15 czerwca 1908 roku, a majątkiem do 1 listopada 1908 roku zarządzał administrator.
Następnie Podwilcze stało się własnością rodziny Gustava von Holtzendorffa. Baron Max von Hewald, w czasie swego gospodarowania w Podwilczu, powiększył majątek o Rychowo, i Zagórze dlatego przeszły one również na własność von Holtzendorffów. Gospodarowali oni na majątku do 1945 roku.
Podczas działań wojennych, na początku 1945 roku, lotnictwo radzieckie zrzuciło na Podwilcze kilka bomb zapalających. W wyniku bombardowania zniszczeniu uległy trzy zabudowania gospodarskie należące do Franciszka Lehnhardta i Gerharda Ollermanna. Armia Czerwona wkroczyła do wsi 3 marca 1945 roku. Żołnierze radzieccy dopuścili się wobec miejscowej ludności wielu okrucieństw. Z siedemnastu osób, jakie uprowadzono ze wsi przeżyła tylko jedna.
W 1965 wybudowano szkołę tysiąclecia.
W latach 1954-1972 wieś była siedzibą gromady Podwilcze. W latach 1975–1998 wieś należała do województwa koszalińskiego.
We wsi był przystanek kolejowy Podwilcze na trasie linii wąskotorowej Białogard – Lepino.

## Zabytki

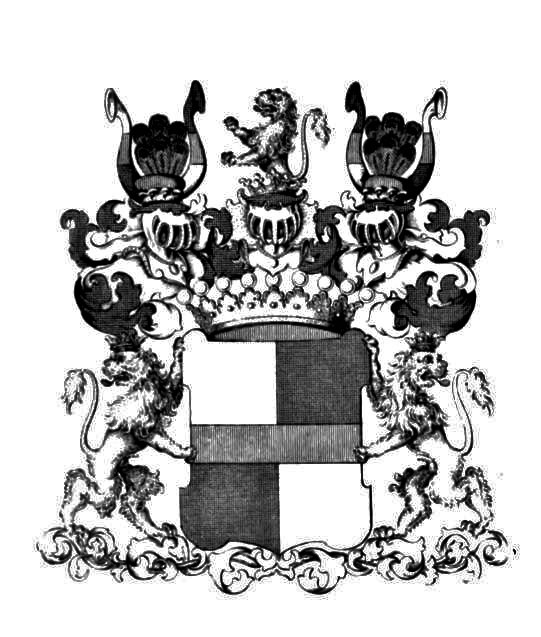
Herb rodziny Holtzendorff

Do wojewódzkiego rejestru zabytków wpisane są:
- zespół pałacowy[5][6], obiekt wpisany do rejestru zabytków 27 lipca 1954 r. pod nr 38. Początki historii budowy pałacu sięgają najprawdopodobniej drugiej połowy XIV wieku, kiedy to wieś została wymieniona po raz pierwszy jako rodowe gniazdo von Podewilsów. Od czasu tej wzmianki, aż do 1890 roku nie posiadamy żadnych informacji dotyczących przekształceń stylistycznych jakim ulegała rezydencja. Park.

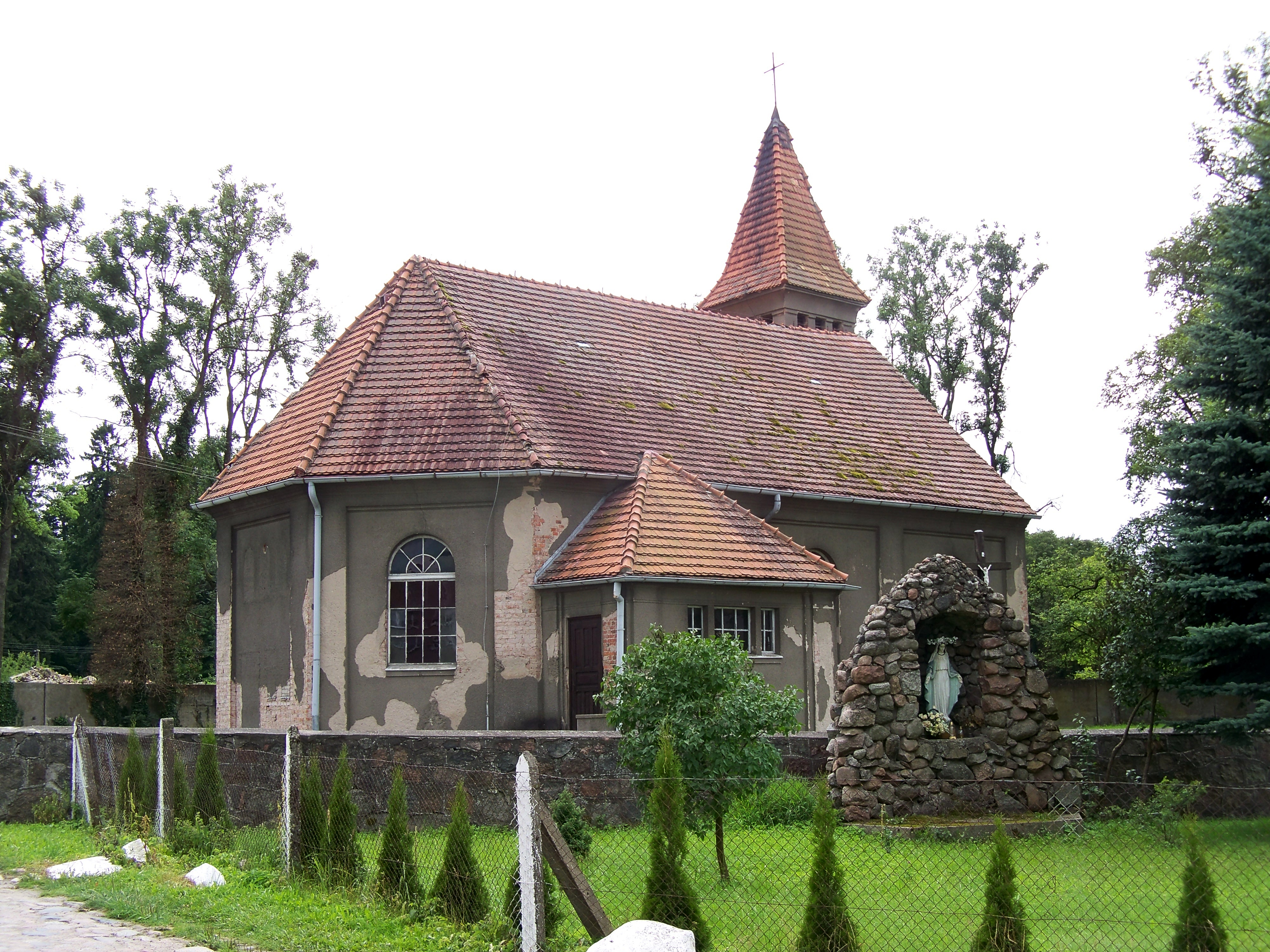
Zabytkowy kościół

- kościół ewangelicki, obecnie rzymskokatolicki filialny pod wezwaniem św. Marcina Biskupa, z najprawdopodobniej XVI wieku, w początku XX wieku, wpisany do rejestru zabytków 30 października 1956 r., pod nr 114. Kościół filialny, rzymskokatolicki należący do parafii pw. Podwyższenia Krzyża Świętego w Stanominie, dekanatu Bialogard, diecezji koszalińsko-kołobrzeskiej, metropolii szczecińsko-kamieńskiej. Najstarszą częścią kościoła jest ściana zachodnia oraz wieża. Na początku XX wieku podwyższono wysokość wieży, przesunięto ją w kierunku południowym,. Przez ustawienie nawy głównym wejściem do wewnątrz, przez co utracono osiowy układ całego obiektu. Nie ma żadnej informacji na temat budowniczych obiektów. Do końca II wojny światowej kościół należał do ewangelików i był pod opieką miejscowych właścicieli ziemskich. Po II wojnie w 1946 r. stał się kościołem katolickim. Kościół usytuowany jest w centrum wsi na terenie płaskim, otoczony jest owalnym placem o prostej podłodze urbanistycznej w całości wypełnionej trawiastą polaną, rosnącymi wzdłuż parceli. Od strony północnej usytuowana jest kapliczka ku czci Matki Boskiej wstawiona w grotę budowaną z otoczaków. Przy jej prawej stronie usytuowany jest krzyż misyjny. Teren przykościelny wyznaczony jest wysokim rzędowym murem z kamienia, o nie obrobionych ciosach łączonych na zaprawę wapienną o żłobkowym profilu spoiny. Kościół jest orientowany. Z pierwotnego wyposażenia zachował się: witraż secesyjny z 1. dekady XX wieku, dekoracja stropu, empora organowa z fisharmonią z ok. 1900 r., mensa ołtarzowa, retabulum ołtarza głównego z lat 30. XX wieku. Obraz z ołtarza przedstawiający Zmartwychwstanie, barokowa chrzcielnica z XVII wieku, kropielnica z lat 90. XIX wieku, krucyfiks z ok. 1900 r., lampa elektroniczna, renesansowy dzwon z 1567 r., krata bramy w stylu neogotyckim z ok. 1900 r. Kubatura kościoła: 4568 m³, pow. użytkowa 346 m²

inne zabytki
- we wsi występują dwa cmentarze:
  - ewangelicki z komunalnym o pow. 0,70 ha, założony w XIX wieku, przy południowym krańcu wsi z grupą 6 dębów szypułkowych o obw. 148–240 cm jako pomnik przyrody, w runie natomiast bluszcz, konwalia majowa, barwinek i tojad mołdawski
  - nieczynny, przykościelny o pow. 0,26 ha z wysoką zielenią wzdłuż muru.
  - gródek rycerski na kopcu, prawdopodobnie siedziba Podewilsów w średniowieczu

## Przyroda
Ze wsi do Rarwina po obu stronach drogi rosną dęby szypułkowe i kasztany tworzące aleję o długości 2000 m o obw. 178–320 cm.

## Turystyka
Przez miejscowość prowadzą trzy lokalne szlaki turystyczne:
- Szlakiem torami byłej kolejki wąskotorowej – rowerowo-pieszy, nieoznaczony
- Szlakiem parków, dworów i pałaców – motorowy, nieoznaczony
- Szlak krajobrazy i parki Gminy Białogard – rowerowy

Około 1 km na wschód od Podwilcza w lesie można spotkać nie tylko bogatą roślinność jak np. borówkę bagienną, żurawinę, rosiczkę, czermień błotną, wełniankę, kosaciec żółty, ale również głaz narzutowy o obwodzie 14,2 m i wysokości 1,8 m. Zbudowany jest on z granitognejsu szaro-różowego, nie jest objęty ochroną prawną,

## Gospodarka
We wsi znajduje się jednostka Ochotniczej Straży Pożarnej.
Rolnicy specjalizują się w hodowli trzody chlewnej.
(Gorzelnia została wyburzona w 2012 roku.)

## Transport
W miejscowości znajduje się przystanek komunikacji autobusowej.

## Kultura i sport
We wsi jest filia Gminnej Biblioteki Publicznej w Stanominie.